# カッセルマン駅
カッセルマン駅（英語：Casselman railway station）はカナダオンタリオ州カッセルマン ステーション・ストリート3にある駅。カナダ各地を結ぶVIA鉄道が乗り入れている。

## 概要
当駅は無人駅である。車いすでの利用が可能。

## 利用可能な鉄道路線／列車
VIA鉄道の停車する列車は下記の通り。
ファローフィールド / オタワとモントリオール / ケベック・シティー間の昼行中距離列車コリドー号 …オタワ方面 3本/日、モントリオール方面 2本/日 停車（平日）